# Olympische Winterspiele 2002/Shorttrack – 1000 m (Männer)
Der Wettkampf über 1000 m Shorttrack der Männer bei den Olympischen Winterspielen 2002 wurde am 13. und am 16. Februar im Salt Lake Ice Center ausgetragen. 
Der Außenseiter Steven Bradbury aus Australien gewann die erste Goldmedaille bei Winterspielen in der olympischen Geschichte seines Landes, nachdem im Finale seine vier Konkurrenten allesamt in der letzten Kurve gestürzt waren. Hinter Bradbury gewann der US-Amerikaner Apolo Anton Ohno Silber, die Bronzemedaille holte Mathieu Turcotte aus Kanada.

## Hintergrund
Der 1000-Meter-Wettkampf war für die Männer die erste Medaillenentscheidung bei den olympischen Shorttrack-Wettbewerben von Salt Lake City. Als Favoriten für diese Strecke sahen die (amerikanischen) Medien im Vorfeld der Winterspiele insbesondere den südkoreanischen 1000-Meter-Olympiasieger von 1998 Kim Dong-sung und den US-Amerikaner Apolo Anton Ohno. Kim hatte in der Weltcupsaison 2001/02 zwei 1000-Meter-Rennen und die Gesamtwertung gewonnen, beim einzigen direkten Aufeinandertreffen in Calgary hatte aber Ohno vor Kim gesiegt. Die Journalisten der Associated Press tippten wie auch die Washington Post auf einen Erfolg Ohnos vor Kim und dessen Landsmann Min Ryoung, Sports Illustrated sah Kim vor Ohno und Min vorne. Amtierender 1000-Meter-Weltmeister war der Chinese Li Jiajun, der bei der WM 2001 (in Abwesenheit Kim Dong-sungs) vor Ohno und Min gewonnen hatte. Im Streckenklassement des Weltcups führte Kim Dong-sung einen koreanischen Dreifachsieg vor Min Ryoung und Lee Seung-jae an.
Überraschend nominierte der südkoreanische Nationaltrainer Jun Myung-kyu weder Min Ryoung noch Lee Seung-jae für das 1000-Meter-Rennen. Den zweiten Startplatz neben Kim Dong-sung erhielt stattdessen der 16-jährige Juniorenweltmeister Ahn Hyun-soo, der ohne internationale Erfahrung im Erwachsenenbereich war.

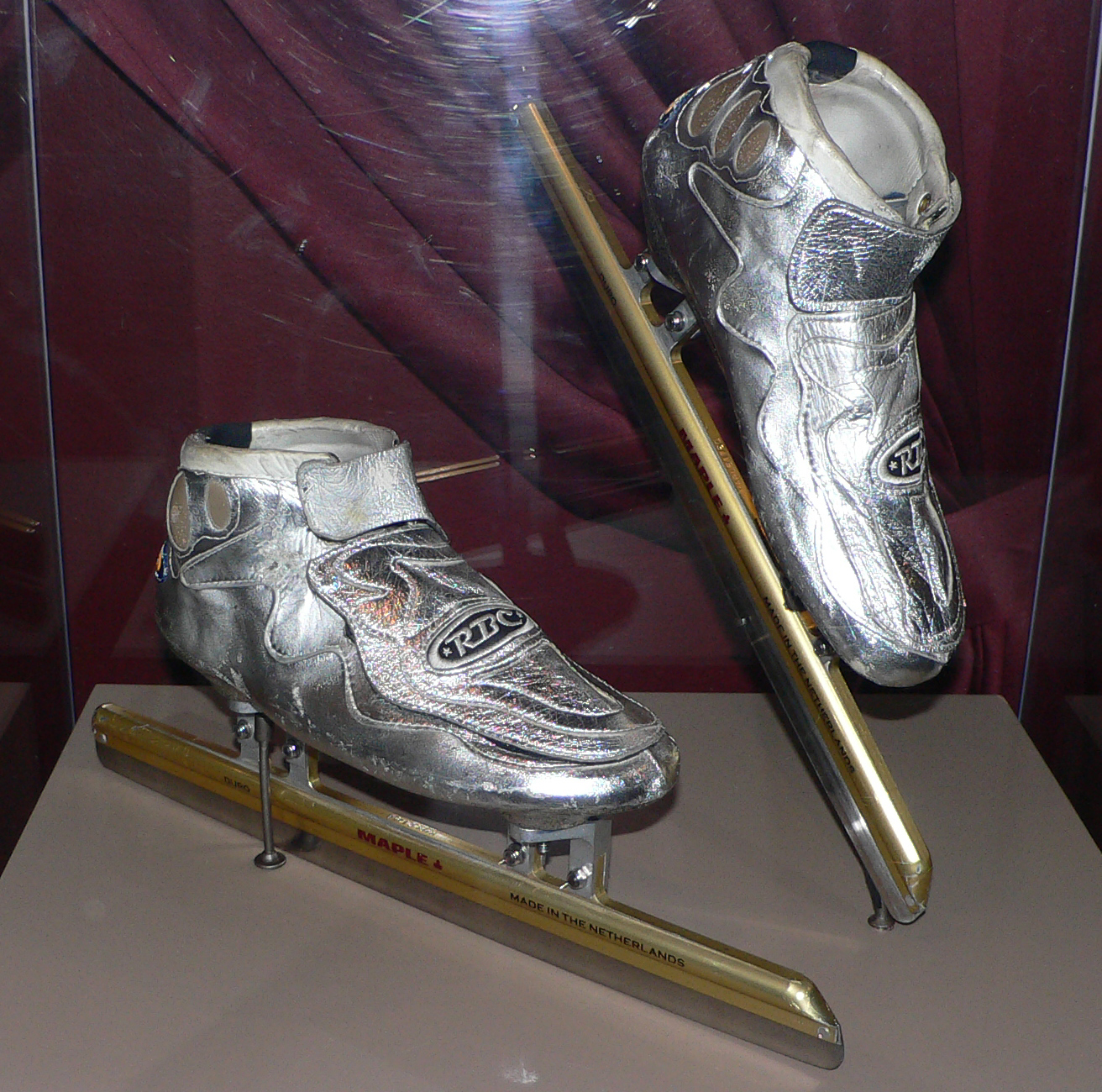
Die von der Revolutionary Boot Company (RBC) angefertigten Schlittschuhe Ohnos, ausgestellt im National Museum of American History

Der spätere Olympiasieger Steven Bradbury wurde im Vorfeld der Spiele nicht als Favorit gehandelt. Der Australier hatte 1994 mit der Staffel die olympische Bronzemedaille und damit die erste Medaille für Australien bei Winterspielen überhaupt gewonnen. Als Einzelläufer spielte er bei den internationalen Shorttrack-Wettkämpfen keine Rolle: In der 1000-Meter-Gesamtwertung der Weltcupsaison 2001/02 belegte er den 19. Rang, sein bestes Saisonergebnis war ein elfter Platz. 2002 war Bradbury seit fünf Jahren Mitbetreiber der Revolutionary Boot Company, die für verschiedene Shorttracker – darunter auch Apolo Anton Ohno – Schlittschuhe anfertigte.

## Wettbewerb
Die Vorläufe zum 1000-Meter-Wettkampf wurden am Mittwoch, den 13. Februar 2002, ab 18:45 Uhr Ortszeit gelaufen, die Finalrunden fanden am Samstag, den 16. Februar 2002, ab 19:20 Uhr Ortszeit statt. Die 32 Athleten verteilten sich zunächst auf acht Vorläufe mit vier Teilnehmerinnen, von denen sich die beiden ersten für die vier Viertelfinalläufe qualifizierten. Dort galt das gleiche Prozedere für das Weiterkommen ins Halbfinale. Die beiden Sieger jedes Halbfinals rückten in das A-Finale auf, dessen Ergebnis maßgeblich für die Medaillenvergabe war. Die Dritten und Vierten eines Halbfinallaufs bestritten ein zusätzliches B-Finale um die weiteren Plätze. Die Halbfinals begannen am Samstagabend um 20:06 Uhr und die Finalläufe um 20:42 Uhr Ortszeit.
Den während der Olympischen Winterspiele 2002 gültigen Weltrekord hielt Steve Robillard aus Kanada mit einer Zeit von 1:25,985 Minuten (aufgestellt am 14. Oktober 2001). Der Japaner Satoru Terao war 1998 in Nagano in 1:29,398 Minuten olympischen Rekord gelaufen. Bereits im Vorlauf unterbot Rusty Smith diese Marke, Mathieu Turcotte war im Viertelfinale noch einmal schneller und verbesserte sie auf 1:27,185 Minuten.

### Verlauf
In den Vorläufen und ersten Finalrunden kam es zu mehreren Disqualifikationen. Unter anderem wurde im zweiten Viertelfinallauf der Kanadier Marc Gagnon – der 1994 über 1000 Meter die olympische Bronzemedaille gewonnen hatte – vom Wettkampf ausgeschlossen, weil er den Japaner Naoya Tamura behindert hatte. Der in diesem Lauf drittplatzierte Bradbury rückte dadurch auf und erreichte das Halbfinale. Dort lief der Australier den Großteil des Rennens an fünfter und letzter Position, ehe in der finalen Runde zunächst der favorisierte Kim Dong-sung stürzte und dann kurz vor dem Ziel auch Li Jiajun und Mathieu Turcotte zu Fall kamen. Bradbury beendete das Rennen somit als Zweiter hinter dem Japaner Satoru Terao, der nach dem Wettkampf wegen seiner Verwicklung in den Sturz Lis und Turcottes disqualifiziert wurde. Li und Turcotte rückten – der Kanadier auf Schiedsrichterentscheidung – gemeinsam mit Bradbury in das A-Finale auf, während Kim Dong-sung ausschied. Die Disqualifikation Teraos war umstritten. Das Japanische Olympische Komitee legte erfolglos Widerspruch ein, nachdem seiner Ansicht nach zufolge Videoaufnahmen zeigten, dass Terao Li nicht behindert hatte. Die südkoreanische Delegation um Trainer Jun Myung-kyu legte zwar keinen Widerspruch gegen die Wertung ein, zeigte sich aber enttäuscht, dass Kim Dong-sung nicht ebenfalls von den Schiedsrichtern in das Finale gesetzt wurde. Er war in ihren Augen von Li Jiajun gefoult worden. Im zweiten Halbfinale setzten sich der US-Amerikaner Apolo Anton Ohno und der südkoreanische Juniorenweltmeister Ahn Hyun-soo durch.
Ahn, Li, Ohno und Turcotte kämpften in den ersten Runden des Finales um die vorderen Positionen, während Bradbury durchgehend an letzter Stelle lief und eine zunehmende Lücke zwischen ihm und den anderen vier Läufern entstand. Im Nachhinein beschrieb er genau das als seine Taktik, die er nach Absprache mit seiner Trainerin Ann Zhang verfolgt habe: In dem Wissen, dass er nicht mit der Geschwindigkeit seiner Konkurrenten mithalten konnte, hielt er sich aus dem Getümmel heraus und hoffte auf Fehler der Anderen.
Etwa zur Rennhälfte überholte Apolo Anton Ohno von vierter Position aus innen die vor ihm laufenden Li Jiajun und Mathieu Turcotte und setzte sich hinter Ahn Hyun-soo an die zweite Stelle. Zweieinhalb Runden vor Schluss lief Ohno außen an Ahn vorbei, gefolgt von Li, der den Koreaner innen überholte. In der letzten Runde hielt Ohno die Spitze vor Li, Ahn und Turcotte. In seiner 2010 erschienenen Autobiographie schrieb Ohno, das Rennen sei bis zu diesem Zeitpunkt genau so verlaufen wie er es sich vorgestellt habe: Er habe bewusst zunächst Ahn das Tempo machen lassen und sich dann – etwas früher als er es üblich tat – selbst an die erste Position gesetzt. Kurz vor dem Ziel löste eine Rangelei zwischen den führenden Athleten einen Massensturz aus, bei dem alle vier Konkurrenten von Bradbury zu Fall kamen. Der Australier fuhr an ihnen vorbei als Erster über die Ziellinie und gewann die Goldmedaille. Silber holte Ohno, der auf Händen und Füßen über die Ziellinie rutschte und sich dabei einen Schnitt am Oberschenkel zuzog, Bronze ging an Turcotte. Ahn belegte Rang vier, Li wurde disqualifiziert.
Gemäß der Darstellung koreanischer Medien lag die Schuld für den Massensturz bei Li und Ohno, die sich durch ständigen Körperkontakt gegenseitig abgebremst hatten. Als Li stürzte, habe das demzufolge Ohno ebenfalls aus dem Tritt gebracht, er habe dann wiederum Ahn Hyun-soo mitgerissen, der gerade die entstandene Lücke für ein Überholmanöver ausnutzen wollte. Der südkoreanische Nationaltrainer Jun kritisierte dagegen auch Ahns Verhalten: Ein erfahrenerer Läufer hätte in dieser Situation nicht so schnell versucht zu überholen wie der 16-Jährige und sei nicht in die Kollision von Li und Ohno verwickelt worden. Die US-Presse sah in Ahns „dreistem Überholmanöver“ teilweise die Hauptursache des Sturzes. Ohno schreibt in seiner Autobiographie ebenfalls, nach Lis Sturz habe Ahn die Balance verloren und ihn sowie Mathieu Turcotte mitgerissen.

### Ergebnisse
Q – Qualifikation für die nächste Runde
ADV – Advanced
DSQ – Disqualifikation

#### Vorläufe
| Lauf | Rang | Athlet               | NOK                | Zeit (min) | Anmerkungen |
| ---- | ---- | -------------------- | ------------------ | ---------- | ----------- |
| 1    | 1    | Wim De Deyne         | Belgien            | 1:30,950   | Q           |
| 1    | 2    | Satoru Terao         | Japan              | 1:31,025   | Q           |
| 1    | 3    | Mark Jackson         | Neuseeland         | 1:32,276   |             |
| 1    | 4    | Miroslaw Bojadschiew | Bulgarien          | 1:32,421   |             |
| 2    | 1    | Steven Bradbury      | Australien         | 1:30,956   | Q           |
| 2    | 2    | Nicola Rodigari      | Italien            | 1:30,991   | Q           |
| 2    | 3    | Balázs Knoch         | Ungarn             | 1:31,061   |             |
| 2    | 4    | Pieter Gysel         | Belgien            | 1:31,290   |             |
| 3    | 1    | Feng Kai             | China              | 1:32,554   | Q           |
| 3    | 2    | Mark McNee           | Australien         | 1:39,325   | Q           |
| 3    | NC   | Gregory Durand       | Frankreich         |            | DSQ         |
| 3    | NC   | Wladymyr Hryhorjew   | Ukraine            |            | DSQ         |
| 4    | 1    | Naoya Tamura         | Japan              | 1:28,867   | Q           |
| 4    | 2    | Leon Flack           | Großbritannien     | 1:29,584   | Q           |
| 4    | 3    | Krystian Zdrojkowski | Polen              | 1:30,026   |             |
| 4    | NC   | Martin Johansson     | Schweden           |            | DSQ         |
| 5    | 1    | Fabio Carta          | Italien            | 1:28,520   | Q           |
| 5    | 2    | Marc Gagnon          | Kanada             | 1:28,718   | Q           |
| 5    | 3    | Cees Juffermans      | Niederlande        | 1:29,249   |             |
| 5    | 4    | Matúš Užák           | Slowakei           | 2:17,608   |             |
| 6    | 1    | Kim Dong-sung        | Südkorea           | 1:32,901   | Q           |
| 6    | 2    | Apolo Anton Ohno     | Vereinigte Staaten | 1:33,167   | Q           |
| 6    | 3    | Arian Nachbar        | Deutschland        | 1:33,585   |             |
| 6    | 4    | Battulgyn Oktyabri   | Mongolei           | 1:47,213   |             |
| 7    | 1    | Rusty Smith          | Vereinigte Staaten | 1:28,183   | Q, OR       |
| 7    | 2    | Mathieu Turcotte     | Kanada             | 1:28,229   | Q           |
| 7    | 3    | Bruno Loscos         | Frankreich         | 1:28,532   |             |
| 7    | 4    | Kiril Pandow         | Bulgarien          | 1:31,842   |             |
| 8    | 1    | Ahn Hyun-soo         | Südkorea           | 1:30,252   | Q           |
| 8    | 2    | Li Jiajun            | China              | 1:30,447   | Q           |
| 8    | 3    | Kornél Szántó        | Ungarn             | 1:31,391   |             |
| 8    | 4    | Nicky Gooch          | Großbritannien     | 1:38,034   |             |

#### Viertelfinale
| Lauf | Rang | Athlet           | NOK                | Zeit (min) | Anmerkungen |
| ---- | ---- | ---------------- | ------------------ | ---------- | ----------- |
| 1    | 1    | Fabio Carta      | Italien            | 1:28,186   | Q           |
| 1    | 2    | Satoru Terao     | Japan              | 1:28,241   | Q           |
| 1    | 3    | Feng Kai         | China              | 1:28,424   |             |
| 1    | 4    | Leon Flack       | Großbritannien     | 1:28,604   |             |
| 2    | 1    | Apolo Anton Ohno | Vereinigte Staaten | 1:28,650   | Q           |
| 2    | 2    | Steven Bradbury  | Australien         | 1:29,265   | Q           |
| 2    | 3    | Naoya Tamura     | Japan              | 1:29,864   | ADV         |
| 2    | NC   | Marc Gagnon      | Kanada             |            | DSQ         |
| 3    | 1    | Mathieu Turcotte | Kanada             | 1:27,185   | Q, OR       |
| 3    | 2    | Ahn Hyun-soo     | Südkorea           | 1:27,201   | Q           |
| 3    | 3    | Nicola Rodigari  | Italien            | 1:27,578   |             |
| 3    | 4    | Wim De Deyne     | Belgien            | 1:27,785   |             |
| 4    | 1    | Kim Dong-sung    | Südkorea           | 1:27,429   | Q           |
| 4    | 2    | Li Jiajun        | China              | 1:27,467   | Q           |
| 4    | 3    | Rusty Smith      | Vereinigte Staaten | 1:28,078   |             |
| 4    | 4    | Mark McNee       | Australien         | 1:46,701   |             |

#### Halbfinale
| Lauf | Rang | Athlet           | NOK                | Zeit (min) | Anmerkungen |
| ---- | ---- | ---------------- | ------------------ | ---------- | ----------- |
| 1    | 1    | Steven Bradbury  | Australien         | 1:29,189   | Q           |
| 1    | 2    | Li Jiajun        | China              | 1:30,592   | Q           |
| 1    | 3    | Mathieu Turcotte | Kanada             | 1:35,155   | ADV         |
| 1    | 4    | Kim Dong-sung    | Südkorea           | 1:52,645   |             |
| 1    | NC   | Satoru Terao     | Japan              |            | DSQ         |
| 1    | 1    | Apolo Anton Ohno | Vereinigte Staaten | 1:27,428   | Q           |
| 1    | 2    | Ahn Hyun-soo     | Südkorea           | 1:27,469   | Q           |
| 1    | 3    | Fabio Carta      | Italien            | 1:27,492   |             |
| 1    | 4    | Naoya Tamura     | Japan              | 1:27,751   |             |

#### B-Finale
| Rang | Athlet        | NOK      | Zeit (min) | Anmerkungen |
| ---- | ------------- | -------- | ---------- | ----------- |
| 1    | Kim Dong-sung | Südkorea | 1:35,582   |             |
| 2    | Fabio Carta   | Italien  | 1:35,589   |             |
| 3    | Naoya Tamura  | Japan    | 1:35,823   |             |

#### A-Finale
| Rang | Athlet           | NOK                | Zeit (min) | Anmerkungen |
| ---- | ---------------- | ------------------ | ---------- | ----------- |
| 1    | Steven Bradbury  | Australien         | 1:29,109   |             |
| 2    | Apolo Anton Ohno | Vereinigte Staaten | 1:30,160   |             |
| 3    | Mathieu Turcotte | Kanada             | 1:30,563   |             |
| 4    | Ahn Hyun-soo     | Südkorea           | 1:32,519   |             |
| NC   | Li Jiajun        | China              |            | DSQ         |

#### Endklassement
Die ersten Ränge im Endklassement wurden von den A- und B-Finalisten belegt, in der Reihenfolge, in der sie das Ziel ihres jeweiligen Finallaufs erreicht hatten. Dahinter platzierten sich die weiteren Athleten gemäß der Platzpunkte (Seeding Points), die sie im Halbfinale und in den Vorläufen erreicht hatten: Ein erster Platz war dabei 34 Punkte wert, ein zweiter 21 Punkte, ein dritter 13 Punkte, ein vierter 8 Punkte und ein fünfter 5 Punkte. Zwischen punktgleichen Sportlern entschied die schnellere im gesamten Wettkampf gelaufene Zeit.
| Rang | Athlet               | NOK                | Pkt.   | Beste Zeit (s) |
| ---- | -------------------- | ------------------ | ------ | -------------- |
| 1    | Steven Bradbury      | Australien         | A(1)   | 1:29,109       |
| 2    | Apolo Anton Ohno     | Vereinigte Staaten | A(2)   | 1:27,428       |
| 3    | Mathieu Turcotte     | Kanada             | A(3)   | 1:27,185 (OR)  |
| 4    | Ahn Hyun-soo         | Südkorea           | A(4)   | 1:27,201       |
| 5    | Kim Dong-sung        | Südkorea           | B(1)   | 1:27,429       |
| 6    | Fabio Carta          | Italien            | B(2)   | 1:27,492       |
| 7    | Naoya Tamura         | Japan              | B(3)   | 1:27,751       |
| 8    | Li Jiajun            | China              | A(DSQ) | 1:27,467       |
| 9    | Rusty Smith          | Vereinigte Staaten | 47     | 1:28,078       |
| 10   | Feng Kai             | China              | 47     | 1:28,424       |
| 11   | Wim De Deyne         | Belgien            | 42     | 1:27,785       |
| 12   | Satoru Terao         | Japan              | 42     | 1:28,241       |
| 13   | Nicola Rodigari      | Italien            | 34     | 1:27,578       |
| 14   | Leon Flack           | Großbritannien     | 29     | 1:28,604       |
| 15   | Mark McNee           | Australien         | 29     | 1:39,325       |
| 16   | Marc Gagnon          | Kanada             | 21     | 1:28,718       |
| 17   | Bruno Loscos         | Frankreich         | 13     | 1:28,532       |
| 18   | Cees Juffermans      | Niederlande        | 13     | 1:29,249       |
| 19   | Krystian Zdrojkowski | Polen              | 13     | 1:30,026       |
| 20   | Balázs Knoch         | Ungarn             | 13     | 1:31,061       |
| 21   | Kornél Szántó        | Ungarn             | 13     | 1:31,391       |
| 22   | Mark Jackson         | Neuseeland         | 13     | 1:32,276       |
| 23   | Arian Nachbar        | Deutschland        | 13     | 1:33,585       |
| 24   | Pieter Gysel         | Belgien            | 8      | 1:31,290       |
| 25   | Kiril Pandow         | Bulgarien          | 8      | 1:31,842       |
| 26   | Miroslaw Bojadschiew | Bulgarien          | 8      | 1:32,421       |
| 27   | Nicky Gooch          | Großbritannien     | 8      | 1:38,034       |
| 28   | Battulgyn Oktyabri   | Mongolei           | 8      | 1:47,213       |
| 29   | Matúš Užák           | Slowakei           | 8      | 2:17,608       |
| NC   | Gregory Durand       | Frankreich         | 0      | DSQ            |
| NC   | Wladymyr Hryhorjew   | Ukraine            | 0      | DSQ            |
| NC   | Martin Johansson     | Schweden           | 0      | DSQ            |

## Nachwirkung
Die Goldmedaille Steven Bradburys war die erste eines australischen Athleten bei Olympischen Winterspielen und erhöhte das Interesse an Wintersport im Allgemeinen und an Shorttrack beziehungsweise Eisschnelllauf im Besonderen zwischenzeitlich stark. Ein Artikel der Melbourner Sunday Age bezeichnete Eisschnelllauf im April 2002 als „neueste Trendsportart der Nation“. Wenige Tage nach Bradburys Sieg wurde die Freestyle-Skierin Alisa Camplin in den Aerials als zweite Australierin Olympiasiegerin. Sowohl Bradbury als auch Camplin wurden mit einer Sondermarke der australischen Post geehrt. „Doing a Bradbury“ entwickelte sich in Australien zu einer Redewendung, um einen glücklichen Sieg unter ungewöhnlichen Umständen zu beschreiben.
Apolo Anton Ohno gewann in der US-amerikanischen Öffentlichkeit nach dem Wettkampf an Ansehen, weil er sich in Interviews weniger über die verpasste Goldmedaille ärgerte als er sich über die Silbermedaille freute. Im Gegensatz dazu stellte die südkoreanische Presse – auch verärgert darüber, dass weder Kim Dong-sung noch Ahn Hyun-soo eine Medaille gewonnen hatten – Ohno wegen seiner Beteiligung an dem Massensturz wesentlich negativer als „Unruhestifter“ dar. Das bereitete den Boden für die Kontroverse um das 1500-Meter-Rennen vier Tage nach dem 1000-Meter-Finale.
Auf dem YouTube-Kanal der Olympischen Spiele wurde zum zehnten Jahrestag von Bradburys Olympiasieg ein Video des 1000-Meter-Rennens unter dem Titel The Most Unexpected Gold Medal In History (auf Deutsch in etwa: „Die am wenigsten erwartete Goldmedaille der Geschichte“) hochgeladen.